# Martin Heinrich Klaproth
Martin Heinrich Klaproth (født 1. december 1743 i Wernigerode, død 1. januar 1817 i Berlin) var en tysk kemiker, som opdagede grundstofferne Zirkonium (1789), uran (1789), titan (1795), tellur (1798) og krom (1798). Han forbedrede de kemisk-analytiske metoder og analyserede en række mineraler og kemiske forbindelser.
Oprindelig startede han som apoteker og blev selvstændig indenfor dette fag i 1771. I 1810 blev han udnævnt til professor i kemi.